# Рудницька волость
Рудницька волость — історична адміністративно-територіальна одиниця Пружанського повіту Гродненської губернії Російської імперії (волость). Волосний центр — місто Рудники.
Станом на 1885 рік складалася з 15 поселень, 15 сільських громад. Населення — 4214 осіб, 341 дворове господарство, 7 529 десятин землі (3  677 — орної).

## У складі Польщі
Після анексії Полісся Польщею волость отримала назву ґміна Руднікі Пружанського повіту Поліського воєводства Польської республіки (гміна). Адміністративним центром було місто Рудники.
З ліквідованої ґміни Носкі розпорядженням Міністра Внутрішніх Справ 5 січня 1926 р. приєднано населені пункти — села: Бориновичі, Залісся, Комлиці, Лисиці, Носки, Новосілки, Піняни, Осільниця, Росохи, Скорці, Смоляниця, Сясюки, Хорево, фільварки: Богуславиці, Маринки, колонія: Кобилівка, селища: Білка, Бориновичі, Красник.
1 квітня 1932 р. розпорядженням Міністра внутрішніх справ Польщі до ґміни приєднано населені пункти:
- з ліквідованої ґміни Котра: села: Янівці, Клепачі, Красне, Лихачі, Німковичі, Постолове, Мокре і Кушле, маєтки: Зеновіль, Видне, Чорні Лози й Устронь, прихисток: Клітки, околиця: Лежайка, військові селища: Агатове і Чорні Лози, хутори: Мокре і Гозділки, лісничівка: Хмелище, фільварок: Агатове і землі православної парафії Мокре;
- із ґміни Пружана: селище Шидлівщина, колонія Шидлівщина і фільварок Шидлівщина.

15 січня 1940 р. ґміна (волость) ліквідована у зв'язку зі створенням Пружанського району.